# Cazierius cayacoa
Espèce
Cazierius cayacoa est une espèce de scorpions de la famille des Diplocentridae.

## Distribution
Cette espèce est endémique de la province de San Pedro de Macorís en République dominicaine. Elle se rencontre à Ramón Santana dans la grotte Cueva de las Maravillas.

## Description
Le mâle juvénile holotype mesure 9,7 mm.

## Étymologie
Cette espèce est nommée en l'honneur de Cayacoa.

## Publication originale
- Teruel, Jiménez & Santos, 2021 : « The first troglobitic scorpions from Hispaniola, Greater Antilles: two new species of Cazierius Francke, 1978 (Scorpiones: Diplocentridae). » Euscorpius, no 340, p. 1-9 (texte intégral).